# 87 př. n. l.

## Události
- Lucius Cornelius Cinna byl zvolen římským konzulem[1]

## Úmrtí
- ? – Wu-ti (Chan), sedmý císař dynastie Chan (* 156 př. n. l.)

## Věda a umění
- sestrojení mechanismu z Antikythéry, nejstaršího dnes známého mechanismu využívajícího princip ozubeného kola (jedno z odhadovaných dat)

## Hlavy států
- Pontus – Mithridatés VI. Pontský (doba vlády asi 120 př. n. l. – 63 př. n. l.)[2]
- Parthská říše – Mithradatés II.? (124/123 – 88/87 př. n. l.) » Gótarzés I. (91/90 – 81/80 př. n. l.)
- Egypt – Ptolemaios IX. Sótér II. (116 – 110, 109 – 107, 88 – 81 př. n. l.)
- Čína – Wu-ti (dynastie Západní Chan)
- starověká Arménie – Tigranés Veliký (doba vlády 95 př. n. l. – 55. př. n. l.)[3]